# 이정인 (희극인)
이정인(1995년 7월 13일 ~ )은 대한민국의 희극 배우이다. KBS 공채 32기 개그우먼으로 데뷔했다.

## 학력
- 충남대학교 동물자원과학부 휴학

## 출연작
- KBS2 개그콘서트
  - 그만했으면회
  - 전지적 구경 시점
  - 누가 죄인인가
  - 바니바니
- EBS 생방송 톡!톡! 보니하니